# Hubert Camon
Hubert Camon, francoski general in vojaški zgodovinar, * 1855, † 1942.
1. 1 2 3 4  Nacionalna knjižnica Francije — 1537.